# Johann Carl Christian Fischer
Johann Carl Christian Fischer (auch: Johann Karl Christian Fischer; * 13. Oktober 1752 in Leipzig; † 30. September 1807 in Güstrow) war ein deutscher Komponist, Musiker, Theaterdirektor, Schauspieler und Autor.

## Leben
Nach einem Philosophiestudium in seiner Geburtsstadt Leipzig wirkte Fischer zunächst als Schauspieler und Bühnendichter für verschiedene Theatergesellschaften in Norddeutschland. Dann lebte er einige Zeit ohne Anstellung in Güstrow, bevor er ab 1790 ca. fünf Jahre lang als Theaterdirektor in Schwerin tätig war. Danach kehrte er nach Güstrow zurück, wo er 1800 Organist der Pfarrkirche wurde und 1807 im Alter von 54 Jahren starb.

## Musikalisches Schaffen
Fischer wirkte als Komponist, Musiker, Musikkopist und Theaterdirektor des Herzogs Friedrich Franz I. auf Schloss Ludwigslust. Seine Sinfonie für vier Paukenpaare, zwei Trompeten, zwei Oboen und Streicher komponierte er vermutlich in den 1780er Jahren für ein Fest im Goldenen Saal des Schlosses. Sie zeichnet sich durch eine ausgeschriebene Kadenz am Ende des ersten Satzes auf. Das Werk wurde lange Zeit Johann Wilhelm Hertel zugeschrieben, da es gebunden mit dessen Sinfonien vorlag. Es wurde in jüngerer Zeit mehrfach auf CD aufgenommen.

## Veröffentlichungen (Auswahl)
- Gellerts Denkmal. Ein Epilog mit Gesang und Tanz.
- Briefe an seine Lieben. 2 Bände, Stralsund 1776.
- Ideale menschlicher Güte. Ein Schauspiel für Kinder. Rostock 1781.
- Predigten für Schauspieler. Lübeck 1788.
- Mecklenburgische Sagen der Vorzeit. Leipzig 1795.